# Midden-Bohemen
Midden-Bohemen (Tsjechisch: Středočeský kraj - Duits: Mittelböhmische Region of Mittelböhmen) is een Tsjechische bestuurlijke regio rond Praag.
De hoofdstad is Praag. Praag vormt een bestuurlijke regio op zich, maar het bestuur van Midden-Bohemen is in Praag gevestigd.

## Geografie
De regio beslaat 11.014 km² en is daarmee de grootste van Tsjechië (14% totaaloppervlak). Qua terrein is de regio zeer gevarieerd. Het hoogste punt bevindt zich op de Tok-heuvel in het zuidwesten op 865 meter hoogte. Het laagste punt is gelegen op het wateroppervlak van de Elbe-rivier (Tsjechisch: Labe) nabij Dolní Beřkovice.
Het noordoostelijke deel wordt gevormd door Polabí, een regio met enerzijds veel lager gelegen land dat voor 83,5% gebruikt wordt voor landbouw en anderzijds veel bossen. Het zuidwestelijke deel is daarentegen juist heuvelachtig, met veel gemengd bos en coniferen.
In de regio zijn ook enkele (beschermde) natuurparken te vinden, waaronder het door UNESCO beschermde natuurpark Křivoklátsko.
De rivieren die door de regio stromen zijn de Elbe (Labe), Moldau (Vltava), Berounka, Jizera en Sázava. Op de Moldau-rivier zijn in de loop van de twintigste eeuw negen dammen gebouwd.

### Districten en plaatsen
De regio bestaat officieel uit 12 districten:

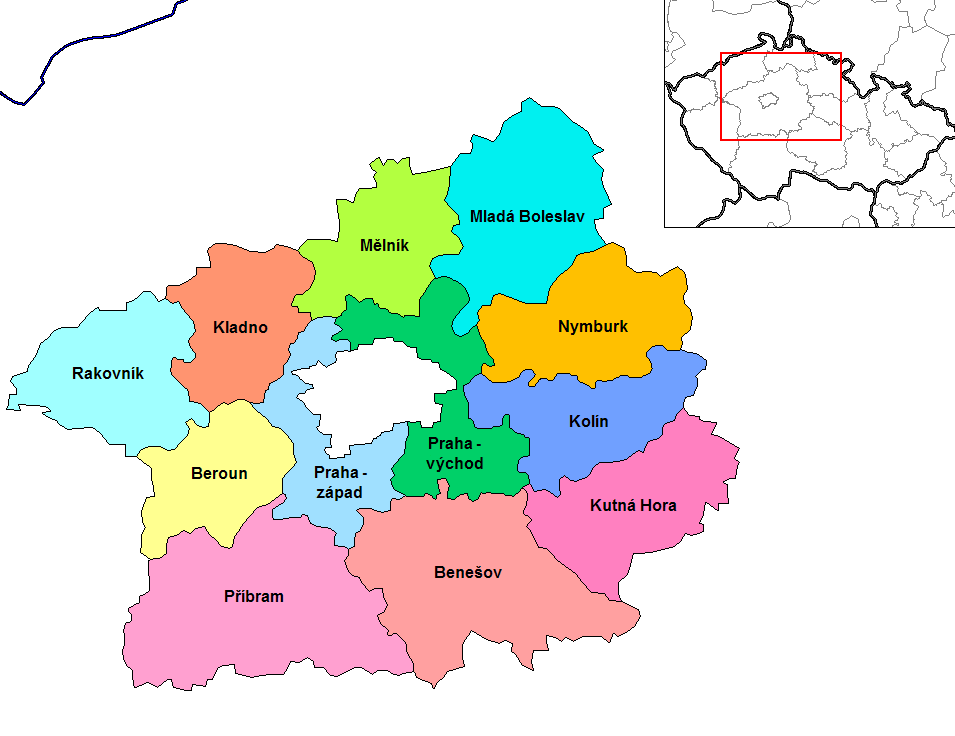

Enkele plaatsen in Midden-Bohemen zijn:
- Rakovník
- Karlštejn
- Poděbrady
- Veltrusy
- Kutná Hora
- Benátky nad Jizerou
- Dobříš
- Mladá Boleslav
- Beroun
- Lužná (okres Rakovník)

## Economie

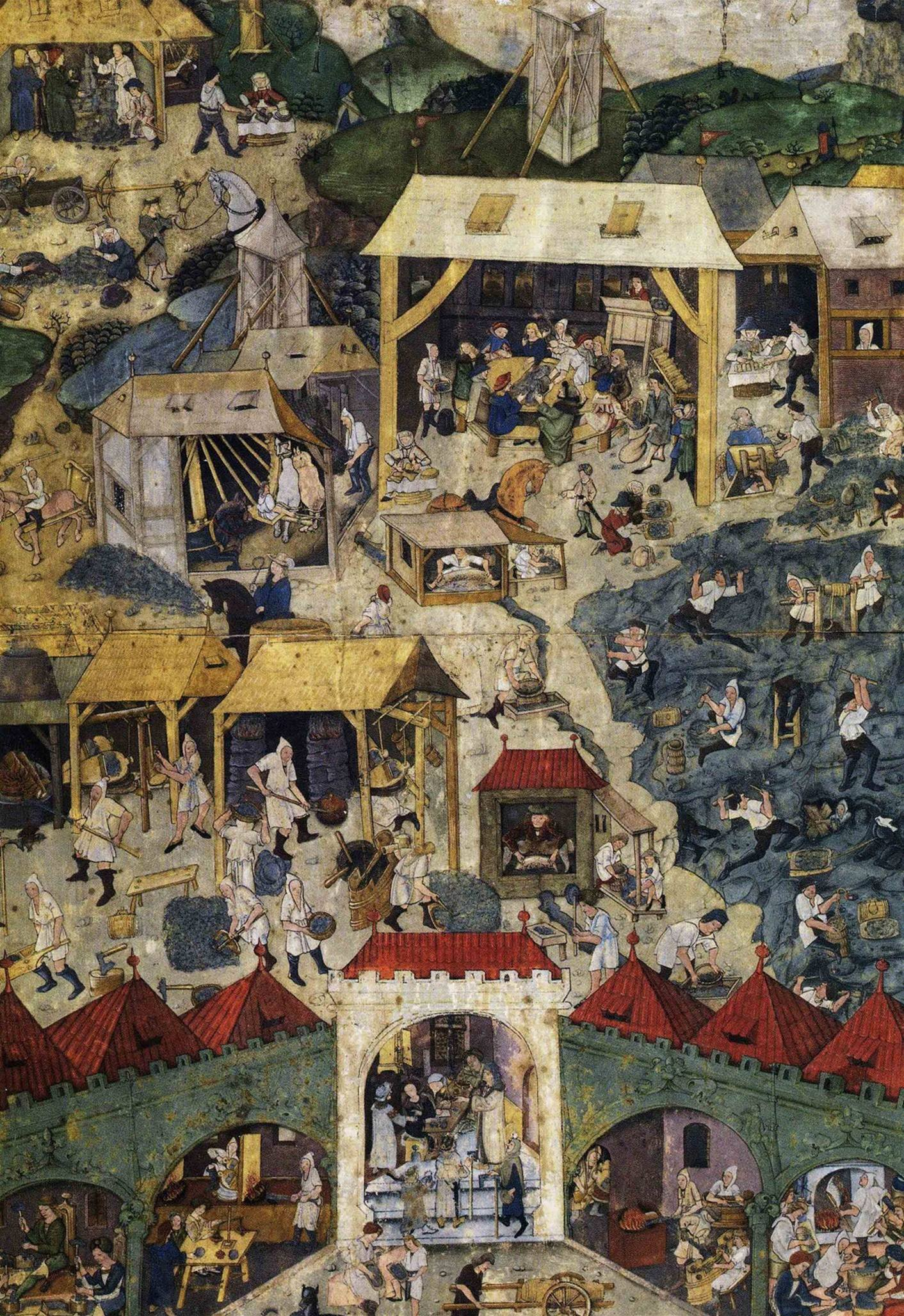
Mijnbouw (zilver) in Kutná Hora in de 15e eeuw

In de regio zijn ruim 237 bedrijven met 100 werknemers of meer actief, waaronder autofabrikant Škoda.
Ook vaart de regio wel bij de landbouw, vooral in het noordoosten. Boeren richten zich vooral op gewassen, zoals graan en suikerbiet, maar ook groente- en fruitteelt en bloemen. Vroeger was ook de mijnbouw een belangrijke bron van inkomsten in de regio, maar door het sluiten van mijnen is daar een einde aan gekomen.
Het BNP per werknemer in de regio was in 2018 84% van het EU-gemiddelde. Hierdoor was de regio de welvarendste van het land.

## Verkeer en vervoer
De regio grenst aan die van de hoofdstad Praag en beschikt over een goed spoor- en wegennetwerk.

### Spoorlijnen
Naast diverse regionale spoorlijnen, doorkruist spoorlijn 120 de regio. Deze spoorlijn verbindt de regio met Praag.

### Buslijnen
In de grensstreek met Praag rijden enkele buslijnen van de Praagse vervoerder Praags Geïntegreerd Vervoer. Verder verzorgen Transdev Střední Čechy (grootste regiovervoerder) en kleinere vervoerders als Arriva Střední Čechy en lokale vervoerders het vervoer in de regio.

## Bezienswaardigheden (selectie)
- Bedevaartsoord Svatá Hora
- Boheems Paradijs
- Druipsteengrotten van Koněprusy
- Meer van Slapy
- Orlikmeer
- Ring van Velim
- Kasteel Karlštejn
- Spoorwegmuseum van Lužná

## Galerij

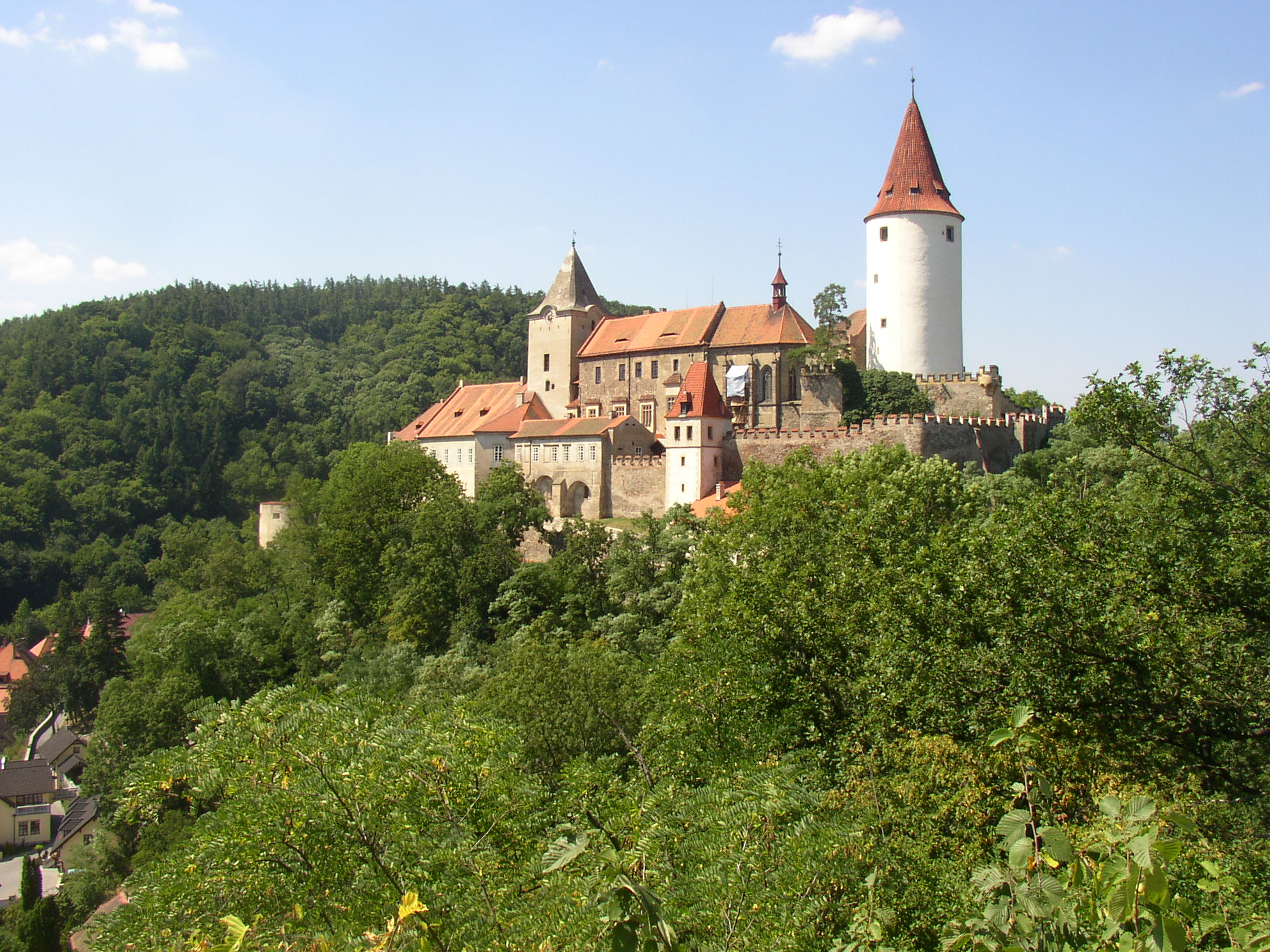
Kasteel van Křivoklát
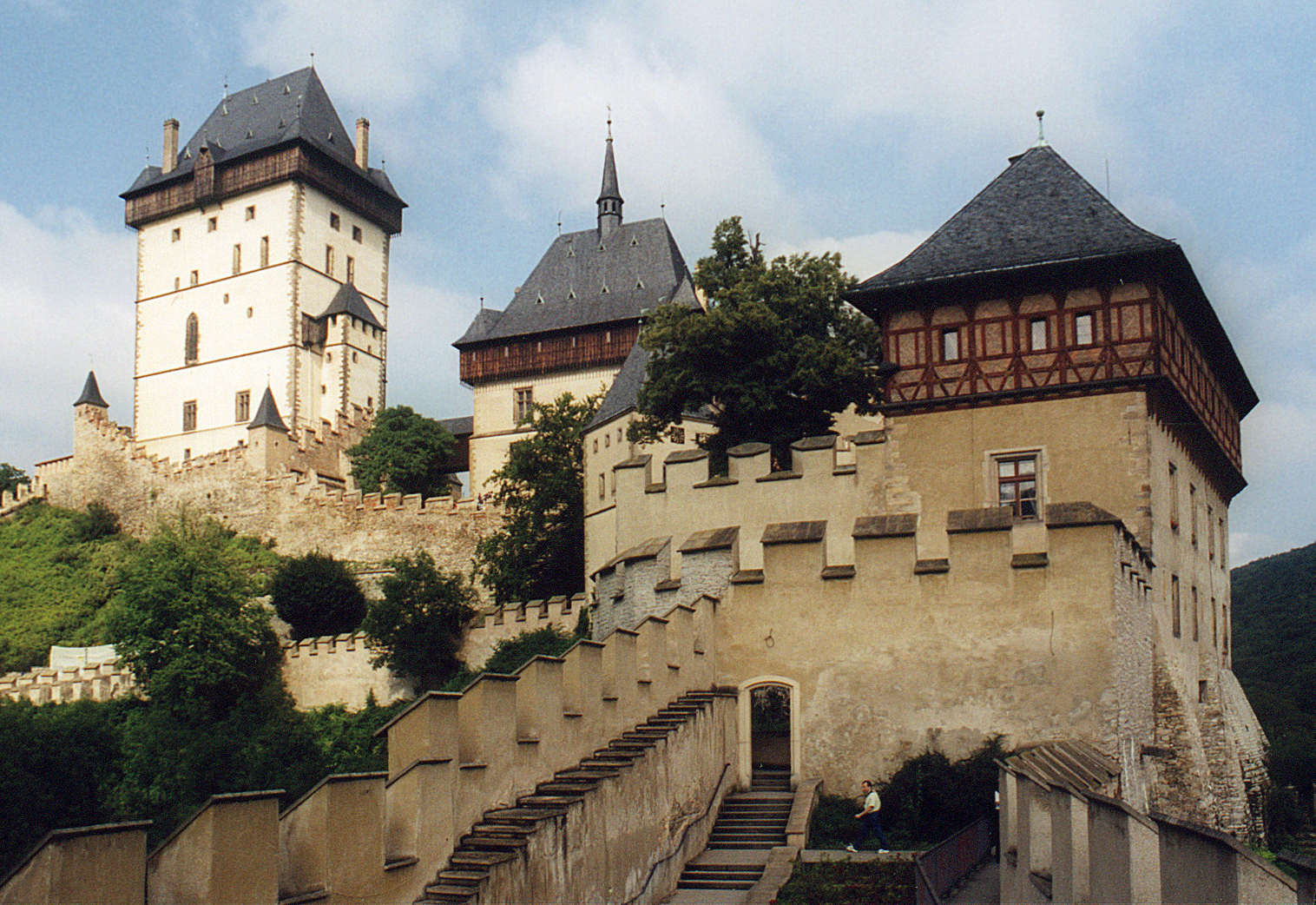
Kasteel Karlštejn
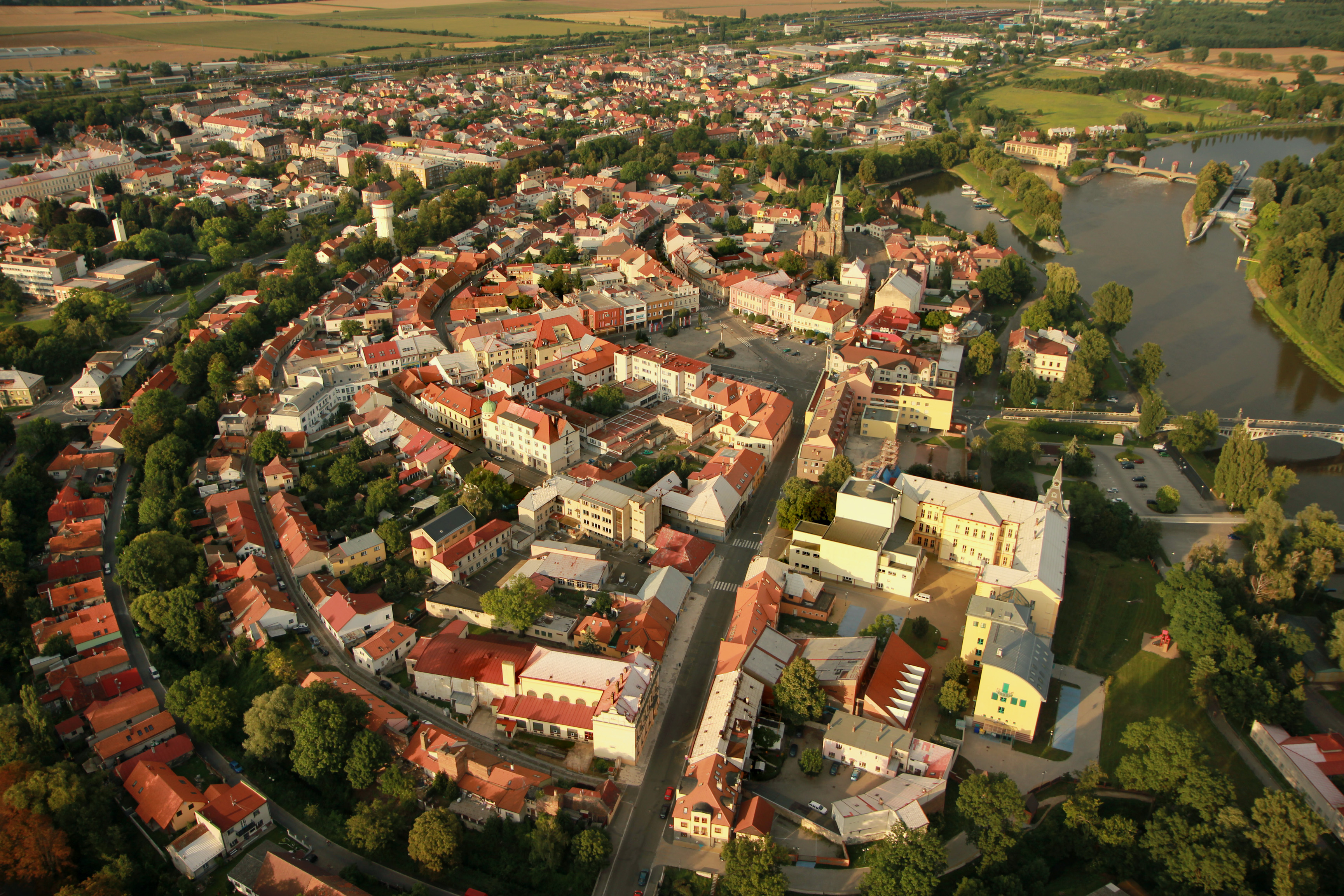
Luchtfoto van Nymburk
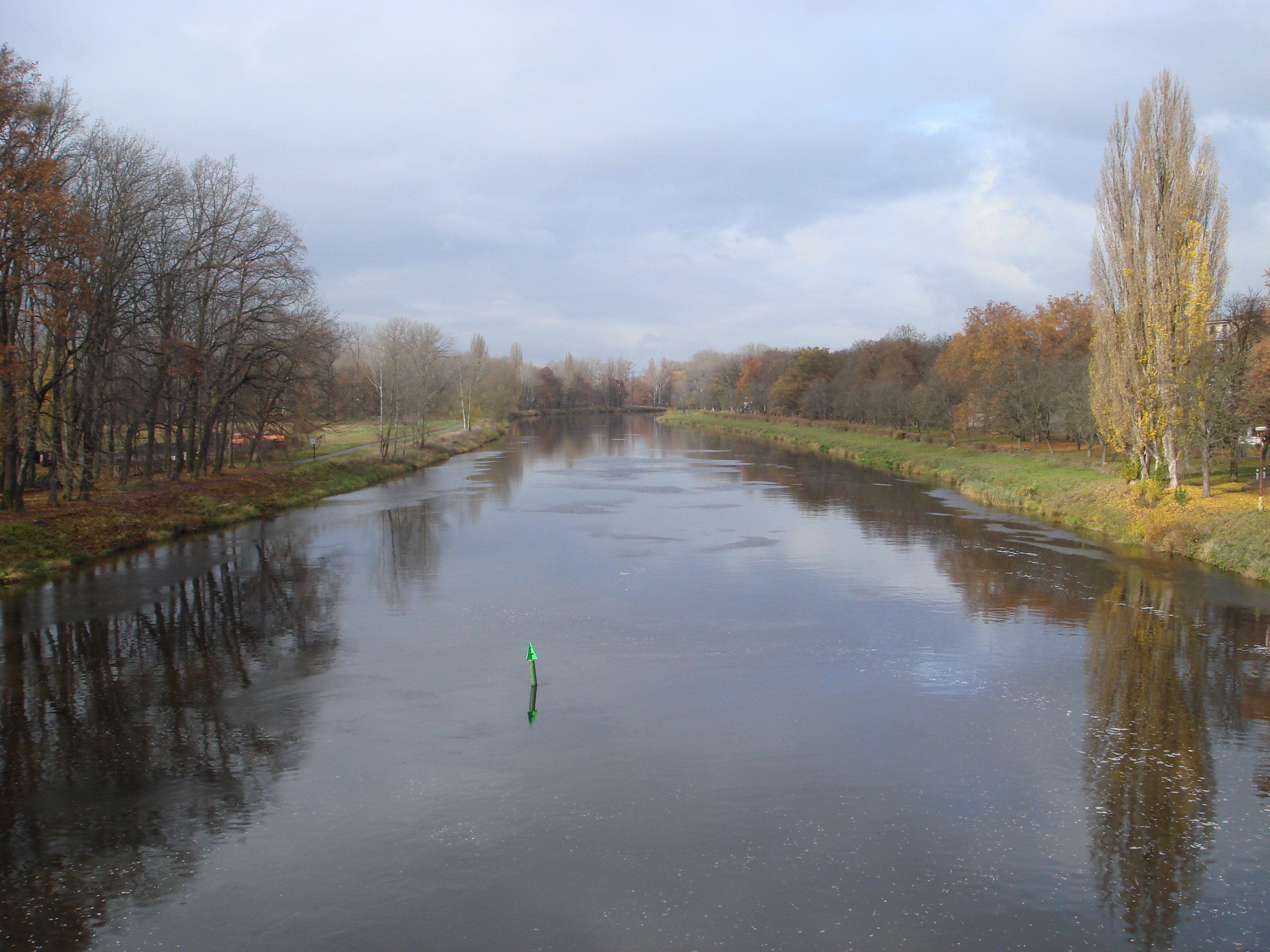
Labe-rivier nabij Poděbrady
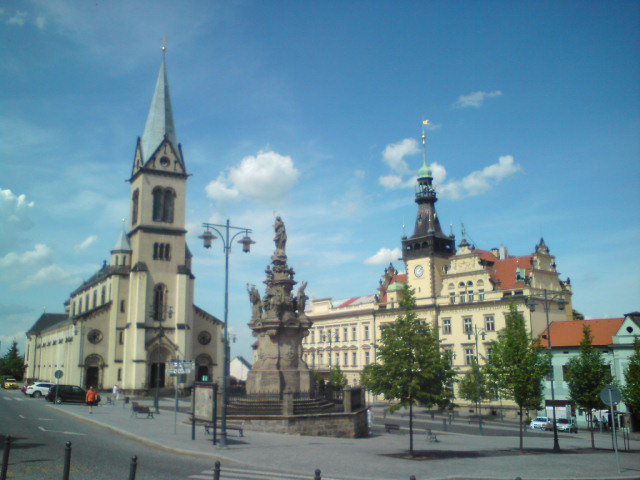
Kladno
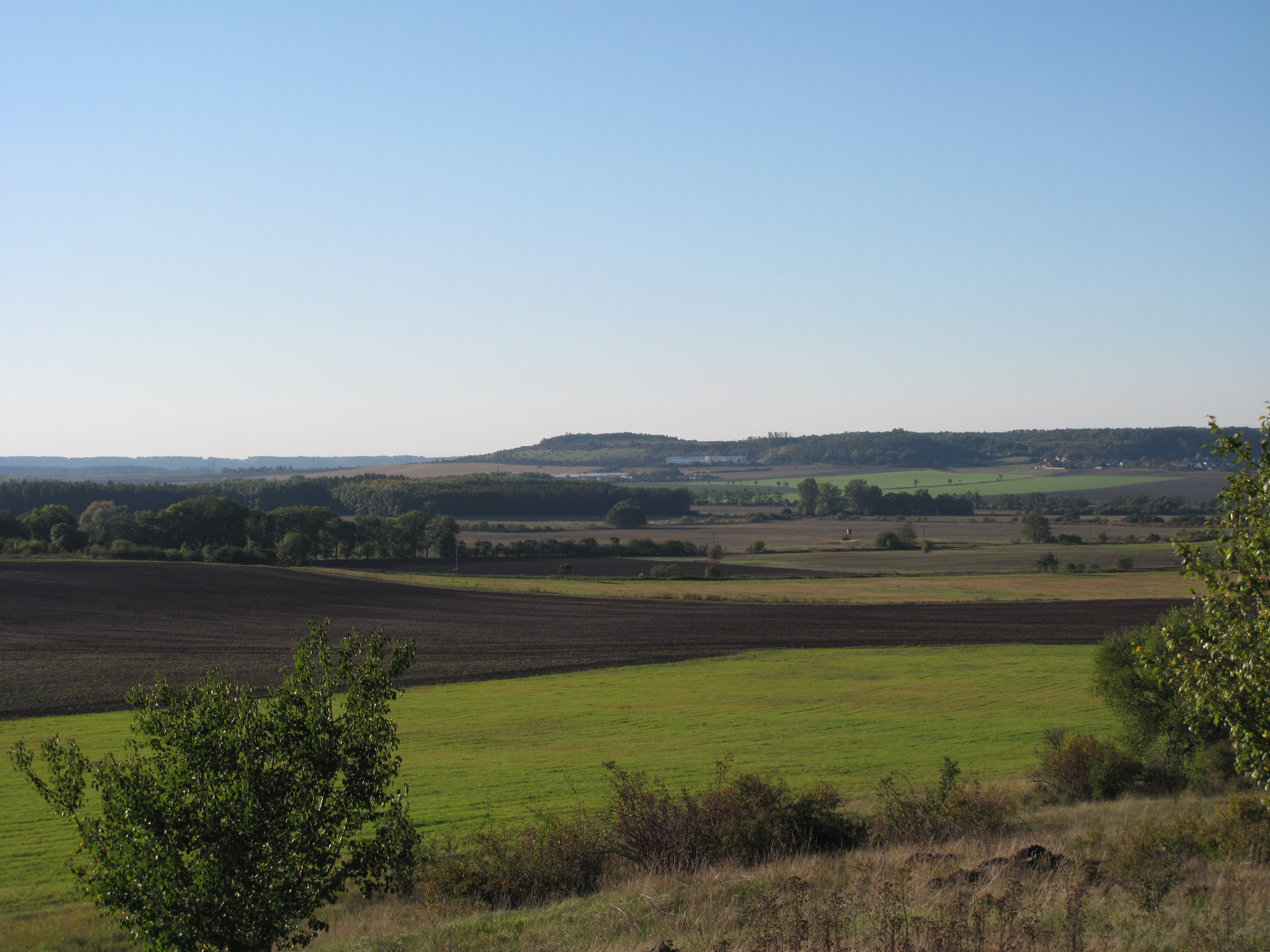
Landelijk gebied nabij Kopeč (Mělník)
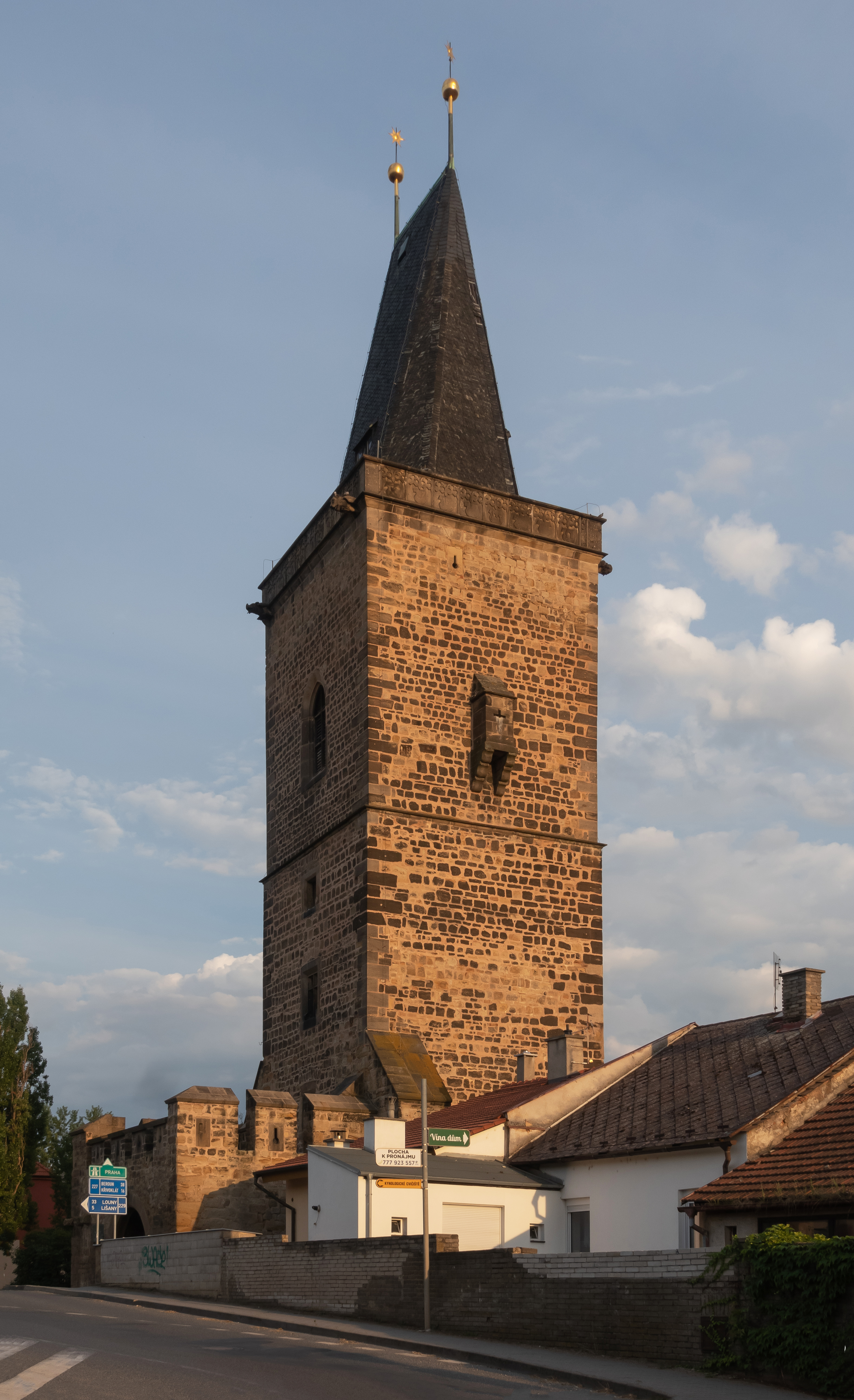
Stadspoort van Rakovník
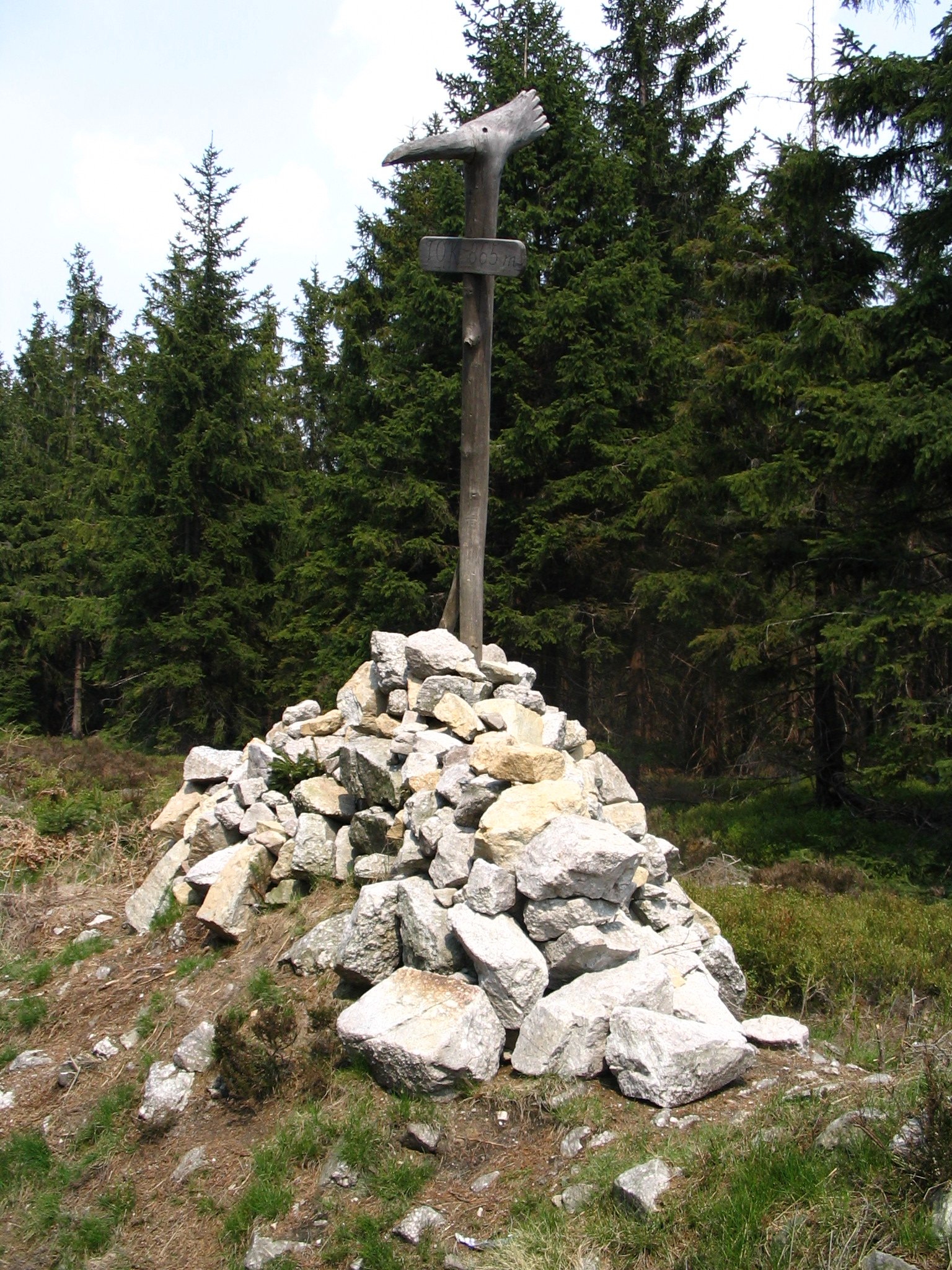
De Tok-heuvel, het hoogste punt van de regio Midden-Bohemen
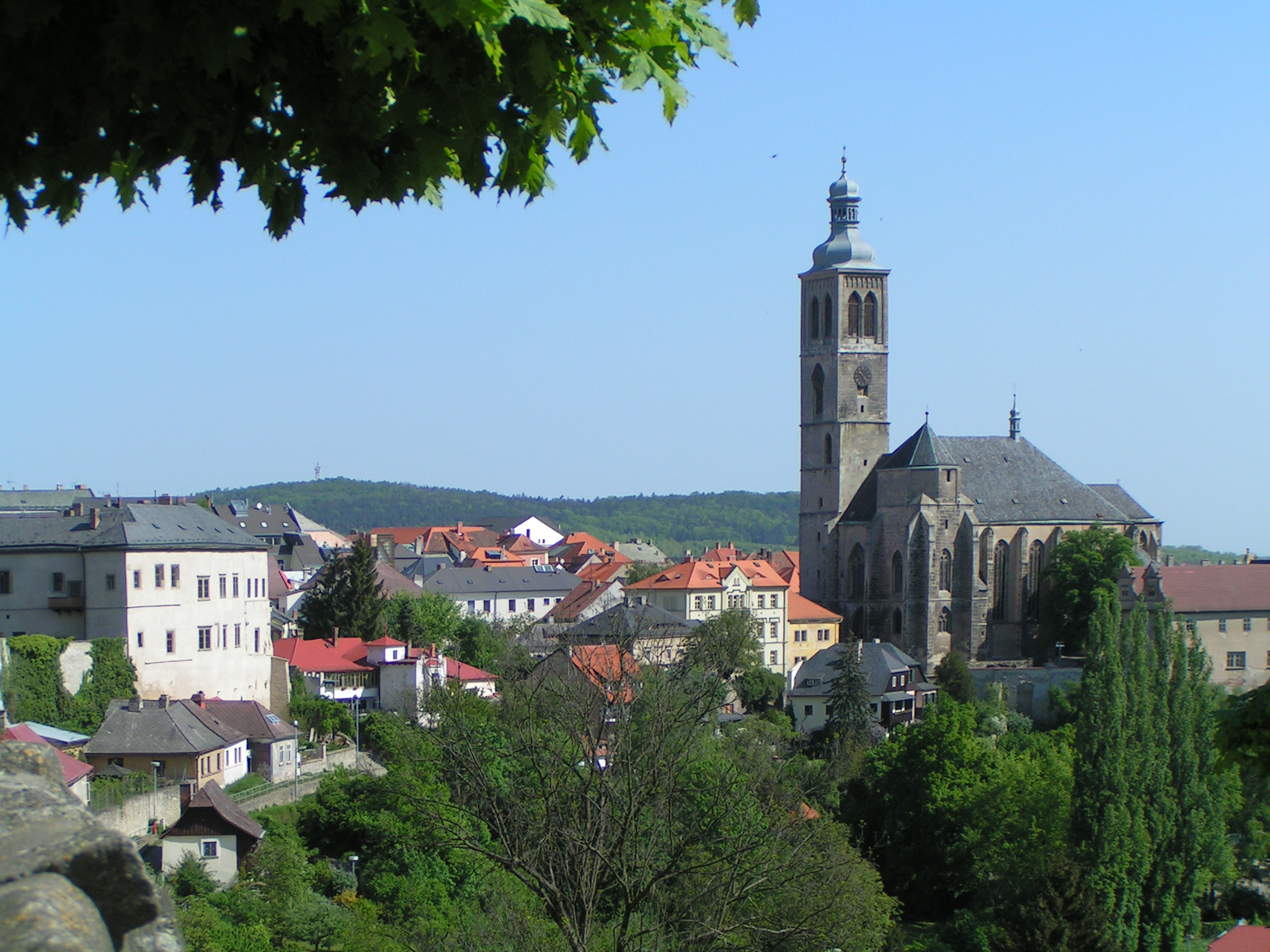
Zicht op Kutná Hora met de Sint-Jakobskerk